# Sluggy Freelance
Sluggy Freelance ist ein Webcomic von Pete Abrams, der seit 1997 täglich auf Englisch erscheint. Er handelt von Torg, einem selbstständigen Webdesigner, und seinen Freunden, die sich regelmäßig in seltsamen Abenteuern wiederfinden.

## Charaktere

### Hauptcharaktere
- Torg ist zu Beginn des Comics ein frei arbeitender Webdesigner. Torg hat sich im Laufe der Serie vom dümmlichen, oberflächlichen Nerd im Flanellhemd zum nachdenklichen Helden entwickelt. Er besitzt Chaz, ein magisches Schwert, welches er im Laufe seiner Abenteuer gefunden hat. Das Schwert wird durch das Blut Unschuldiger erweckt, es leuchtet dann rot und spricht mit seinem Träger.
- Riff ist Torgs bester Freund. Er erfindet Maschinen von zweifelhaftem Nutzen, die selten funktionieren und die Protagonisten regelmäßig in Gefahr bringen. Sein Markenzeichen sind sein Mantel, die Sonnenbrille (die er nie absetzt) sowie seine Bemerkung „Let me check my Notes“ („lass mich meine Notizen überprüfen“), wenn eine seiner Erfindungen wieder nicht so funktioniert, wie sie sollte.
- Bun-Bun, ein sprechendes Kaninchen. Er wurde von Torg als „das niedliche sprechende Haustier des Comic-Strips“ vorgestellt. Schnell stellte sich heraus, dass Bun-Bun oft schlechte Laune hat und gerne gewalttätig wird. Er führt stets ein Klappmesser sowie eine Pistole der Marke Glock mit sich, außerdem ist er ein großer Fan von Baywatch.
- Zoë, ein unscheinbares Mädchen, das sich im Vergleich zu den anderen Charakteren sehr rational verhält. Sie lernte Torg und Riff kennen, als sie aus Versehen die Autoschlüssel in ihrem Wagen einschloss und die beiden um Hilfe bitten wollte. Torg schenkte ihr einige Jahre später ein Amulett, das er und Riff in einer verborgenen Pyramide in Ägypten gefunden hatten. Das Amulett hat magische Kräfte, die den Träger beim Aussprechen eines Zauberwortes in ein Kamel und zurück verwandeln können.
- Gwynn, eine temperamentvolle Frau, die ohne Brille fast blind ist. Sie und Zoë lernten sich als Assistentinnen bei der Radioshow von Dr. Lorna kennen. Gwynn hatte zeitweise eine Beziehung zu Riff. Als diese durch Riffs machohaftes Verhalten in die Brüche ging, wollte sich Gwynn mit Hilfe eines magischen Buches an ihm rächen. Die Beschwörungen von Gwynn endeten jedoch darin, dass sie vom Dämon K'z'K besessen wurde, worauf Torg und Riff sie retten mussten. Seither hat Gwynn eine Begabung für Magie.
- Kiki, ein sprechendes Frettchen, das im Gegensatz zu Bun-Bun herzensgut ist und nur durch seine Verspieltheit Chaos stiftet.
- Aylee, das Monster des Films Alien. Es arbeitete zeitweise als Torgs Sekretärin. Aylee hat die Begabung, sich ändernden Umwelten anzupassen. Dazu nistet es sich in einen Kokon ein und erscheint nach einiger Zeit in einer neuen Form.

### Die wichtigsten Gegenspieler
- K'z'K ist ein Dämon, der versehentlich durch Gwynn beschworen wurde. Laut einer Prophezeiung soll er das Ende der Menschheit herbeiführen, was bis jetzt mehrmals durch Torg, Riff und Zoë verhindert werden konnte.
- Oasis wurde von einem verrückten Wissenschaftler operiert, so dass sie auf jeden seiner Befehle hört. Einer der letzten Befehle des Wissenschaftlers vor seinem Tode war, dass sie Torg zu lieben hat. Seither jagt sie ihm nach und möchte ihn (gegen seinen Willen) heiraten. Sie ist sehr athletisch und in verschiedenen Kampfsportarten ausgebildet. Sie hat mehrere tödliche Unfälle auf mysteriöse Art und Weise überlebt.
- Hereti-Corp ist eine Firma, welche zweifelhafte wissenschaftliche Untersuchungen finanziert. Sie haben unter anderem das Projekt Oasis initiiert und versucht, Aylee zu klonen, um es als Waffe benutzen zu können. Die Firma besitzt mehrere Deckfirmen und scheut sich nicht davor, Kritiker und Gegner zu eliminieren.
- Dr. Irving Schlock ist ein Wissenschaftler aus der Zukunft. Er musste miterleben, wie K'z'K in der Zukunft die Menschheit versklavt hat, und hat sich selbst per Zeitmaschine in die Gegenwart der Hauptcharaktere geschickt. Dr. Schlock ist nicht grundsätzlich böse, zeitweise hat er mit den Hauptcharakteren zusammengelebt und gearbeitet. Er gilt aber als sehr egoistisch und er ist auch bereit, eine andere Person zu opfern, um an sein Ziel zu kommen. Er wurde für eine gewisse Zeit von Hereti-Corp gezwungen, für sie zu arbeiten.
- Horribus ist der Führer der Dämonen, die in der Dimension of Pain (Dimension des Schmerzes) leben. Torg wurde durch eine Fehlfunktion im Flux-Agitator von Riff in diese Dimension geschleudert. Nachdem Torg gerettet wurde, bevor ihm die Dämonen etwas anhaben konnten, schwor sich Horribus, Torgs Seele zu holen.

## Handlung
Da die Handlung der Geschichte in den neun Jahren seit der Entstehung sehr komplex ist und sehr viel beinhaltet, werden hier nur die wichtigsten Ereignisse kurz aufgeführt.

### Buch 1 - Is it not nifty?
Im ersten Buch werden zu den beiden Protagonisten Torg und Riff die Figuren Sam, Zoë, Aylee, Bun-Bun und Kiki eingeführt. Das erste Buch enthält nur lose zusammenhängende Geschichten mit Ausnahme der Parodien von Alien ("The Sci-Fi-Adventure") und Akte X ("The Slug-Files"). Der Zeichenstil von Pete Abrams ist sehr skizzenhaft und unkonstant.

### Buch 2 - Worship the comic
Am Anfang des Buches taucht Sam mit seiner neuen Frau Valerie auf, die sich jedoch am Ende des Buches als Vampir entpuppt. Auch Sam wurde mittlerweile in einen Vampir verwandelt und gehört wie Valerie dem Zirkel von Lysinda an. Sam und Valerie entführen Torg und Zoë, worauf Riff, Kiki und Bun-Bun zur Rettung eilen. In der Schlussschlacht werden alle Vampire außer Sam getötet, Torg und Zoë können unbeschadet befreit werden.
Zoë lernt Gwynn kennen.
In diesem Buch findet auch Torgs erster Besuch in der Dimension des Schmerzes statt ("Dimension of Pain"). Er wird durch einen Fehler im Flux-Agitator von Riff in dieses Paralleluniversum geschleudert und macht dort "Bekanntschaft" mit den Dämonen dieser Dimension.

### Buch 3 - When Holidays attack!
Gwynn wird vom Dämonen K'z'K besessen, nachdem sie versucht hat, mit Hilfe eines magischen Buches Rache an Riff zu nehmen. Torg und Riff retten Gwynn, schießen dabei den Dämonen K'z'K aber versehentlich in die Vergangenheit.
Als Torg und Zoë später die Zeitmaschine von Riff testen und ins Jahr 2000 springen wollen, stellt sich die Zeitmaschine als nicht Jahr-2000-tauglich heraus und bringt Torg und Zoë stattdessen ins Mittelalter.

### Buch 4 - Game called on Account of naked chick
Im Mittelalter treffen Torg und Zoë wieder auf K'z'K. Zoë erfüllt eine alte Prophezeiung und scheint K'z'K zu zerstören.
Wieder zurück macht Torg eine Reise per Auto und nimmt dabei Kiki und Bun-Bun mit. Sie finden zufällig das geheime Labor eines verrückten Wissenschaftlers, der eine Gehirnwäsche an einem Mädchen namens Oasis durchgeführt hat. Der Wissenschaftler befiehlt Oasis, Torg zu lieben und stirbt kurze Zeit später. Oasis scheint in einer Explosion ebenfalls ums Leben zu kommen.

### Buch 6 - The Bug, the Witch and the Robot
Teile von K'z'K haben in Gwynn überlebt und wieder Besitz von ihr ergriffen. Riff, seine neue Freundin Sasha, Riffs Roboter Mark 5, Aylee und Zoë kämpfen gegen den Dämonen und besiegen ihn schließlich auch.
Buch 6 markiert den ersten Höhepunkt in Pete Abrams Entwicklung als Zeichner und Geschichtenerzähler. Die Charaktere haben seit Buch 1 einiges an Tiefe gewonnen. Sein Zeichenstil ist klarer, prägnanter und konstanter. Die Geschichten sind teilweise ernster und setzen sich mehr mit den Protagonisten und ihren Problemen auseinander.

## Veröffentlichung
Der Webcomic erscheint seit August 1997 täglich. Inzwischen hat der Comic über 100.000 tägliche Leser.
Bisher sind neun Bücher mit den Geschichten aus Sluggy Freelance erhältlich. Die Bücher enthalten außerdem Bonusgeschichten, die auf der Webseite nicht zu finden sind. Gut die Hälfte von Sluggy Freelance ist noch nicht in Buchform erhältlich und nur auf der Webseite einsehbar.